# Fortaleza de Calecute

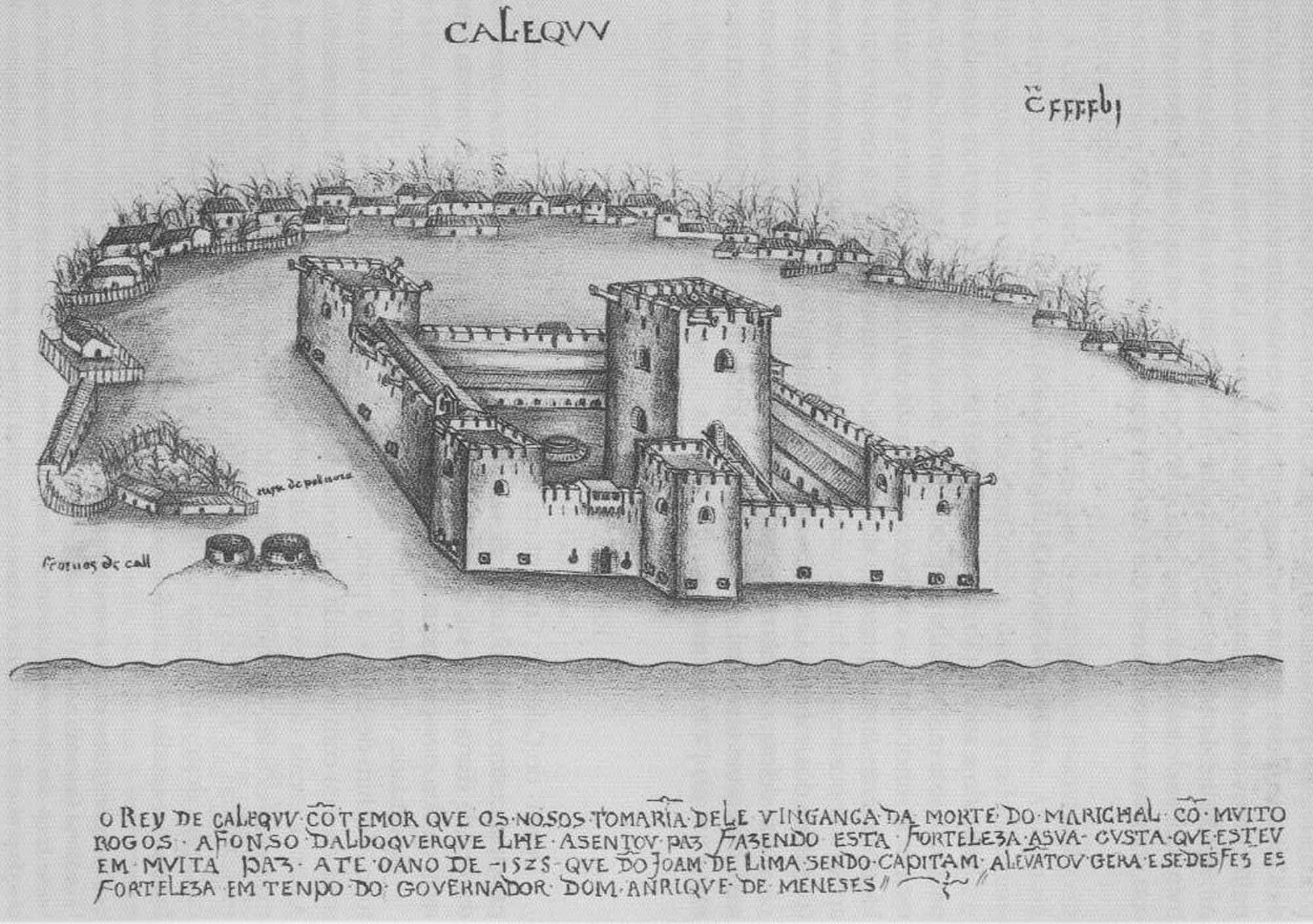
Fortaleza de Calicute (anónimo, século XVI).

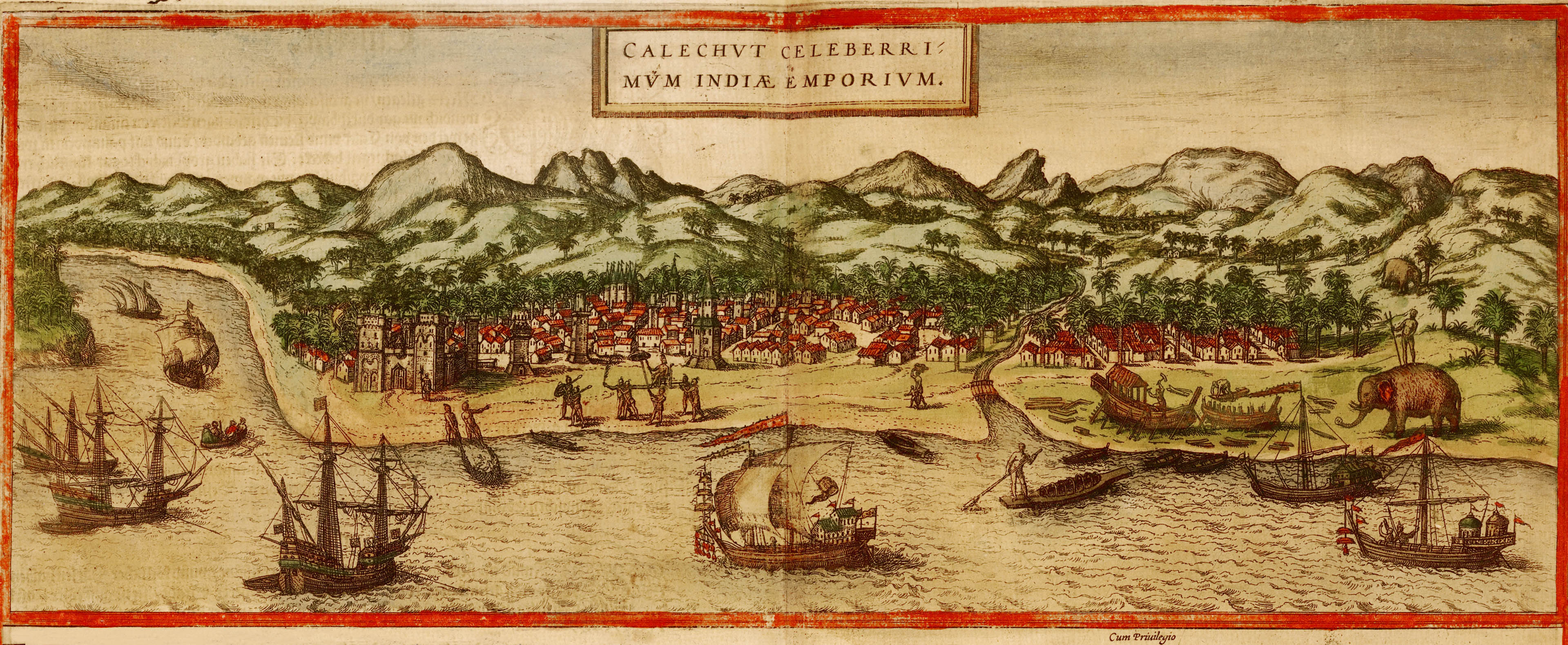
Calecute no atlas "Civitates orbis terrarum" (Georg Braun e Franz Hogenberg, 1572).

A Fortaleza de Calecute localizava-se na cidade de Calicute, no estado de Kerala, na costa sudoeste da Índia.

## História
O porto de Calicute, no início do século XVI, constituía-se no segundo mais importante da costa do Malabar, frequentado por mercadores islâmicos e chineses. Outras cidades no mesmo litoral, como Cochim, lhe eram submissas.
Também a ela se dirigiram os navegadores portugueses Vasco da Gama, que ali fundeou a sua armada, entre 21 de maio e 29 de agosto de 1498, e Pedro Álvares Cabral (1500). Este último chegou a principiar a construção de uma feitoria fortificada para o comércio de especiarias, porém sem sucesso. Ainda em obras, esta foi atacada e nela pereceu, entre outros, o seu escrivão, Pero Vaz de Caminha.
Em 1510 forças portuguesas sob o comando do capitão D. Fernando Coutinho intentaram a conquista da cidade, sem sucesso. O objetivo era o do estabelecimento de uma nova feitoria fortificada. Este, entretanto, só seria alcançado após as negociações de paz entre D. Afonso de Albuquerque, segundo Vice-rei do Estado da Índia, e o Samorim, entre outubro e dezembro de 1513. A fortificação, de planta quadrangular, era constituída por uma torre quadrada ao centro, em posição dominante e por uma muralha envolvente, com torreões também quadrangulares nos vértices.
Em uma representação de Calecute, anónima, datada do século XVI, a legenda assinala:
"Calecvv - O Rey de Calecvv cõ temor que os nosos tomariã dele vinganca da morte do Marichal cõ muitos rogos Afonsdalboquerque lhe asentou paz fazendo esta fortaleza a sua custa que esteve em muita paz ate o ano de 1525 que Dõ Joam de Lima sendo capitam alevantou gera e se desfez esta forteleza em tempo do Governador Dom Anrique de Meneses."
A praça teve efêmera existência. Após o ataque do governador D. Henrique de Menezes (1524-1526) a uma frota do Samorim em Ponnani, que destruiu (26 de março de 1525), o Samorim retaliou na forma de um assalto à fortaleza de Calicute (3 de junho de 1526). A praça era então defendida por uma força de 300 portugueses, sob o comando de João de Lima. Os reforços chegaram de Goa em 20 de setembro, com a intenção de apoiar os defensores e contra-atacar as tropas do Samorim. Diante da resistência dos atacantes, os portugueses optaram entretanto por abandonar a praça e destruíram parcialmente o forte, assim ocupado pelas forças do Samorim.
Posteriormente, forças neerlandesas se estabeleceriam na cidade.